# Anglicanismo
El anglicanismo o episcopalismo es la rama del protestantismo surgida en Inglaterra, en el siglo XVI, y tiene su origen en la Reforma anglicana.
Podría definirse como la fe, práctica y espíritu de las Iglesias que son miembros de la Comunión anglicana, es decir, Iglesias en plena comunión con el arzobispo de Canterbury. Con todo, el anglicanismo tiene profundas raíces en el pasado: Rowan Williams describió el Anglicanismo como lo que le ocurrió a la Iglesia de Inglaterra, Gales e Irlanda durante la reforma del siglo XVI y posteriormente.
Lo medular de la fe de los anglicanos se encuentra en la Biblia, los Treinta y nueve artículos de la fe cristiana, y el Libro de Oración Común, los cuales resumen la enseñanza de la Iglesia de los primeros cinco siglos y rechazan tanto la evolución posterior de la Iglesia católica como las simplificaciones del unitarismo. Recientemente, con las divisiones sobre temas doctrinales y morales, se ha extendido a grupos fuera de la Comunión anglicana (ver lista parcial).

## Diferentes ramas anglicanas
- Comunión anglicana
- Movimiento anglicano de Continuación
  - Comunión Anglicana Tradicional
  - Iglesia católica anglicana (tradicionalista)
- Iglesia Episcopal Reformada

## Orígenes del término «anglicanismo»
El término «anglicanismo» se usó por primera vez en 1838. Deriva del adjetivo «anglicano» que, a contar del siglo XII, se encuentra en documentos haciendo parte de la frase en latín ecclesia anglicana. En aquel período esta significaba Iglesia inglesa, es decir, aquella parte de la iglesia occidental o latina que existía en Inglaterra. El adjetivo se usó como sinónimo de «inglés» hasta el siglo XVIII cuando empezó a adquirir matices teológicos que definían la postura religiosa de la Iglesia de Inglaterra frente a los católicos y los calvinistas. De allí, se extendió a las Iglesias trasplantadas por ingleses a otros países durante el período de la expansión colonial y esto determinó el sentido de la palabra anglicanismo.

## Esbozo histórico

### Hasta 1547
El cristianismo llegó tempranamente a las islas británicas: tres obispos británicos asistieron al Concilio de Arles en 314. La Iglesia sufrió una serie de contratiempos durante las invasiones paganas que pusieron fin a la civilización y cultura romana en Inglaterra y expulsaron a los cristianos a Gales e Irlanda. La fe cristiana recuperó terreno en el siglo VII como consecuencia de misioneros célticos de Irlanda quienes evangelizaron el norte Inglaterra y de una misión romana que llegó a Canterbury en el sureste del país en 597. En 664 las Iglesias de tradición celta aceptaron la jurisdicción papal. Durante casi novecientos años, la Iglesia de Inglaterra formaba parte de la iglesia latina aunque hubo tensiones en el siglo xvi sobre la manera en que el papado ejercía su jurisdicción en desmedro de los ingleses y hacia fines del mismo siglo cuando Juan Wyclif(fe).
A comienzo del siglo XVI, al igual que en otras partes de Europa, mucha gente influyente comenzó a exigir la reforma administrativa, legal y moral de la Iglesia. Entre las causas de este movimiento figura el Renacimiento que proporcionó a los críticos nuevos instrumentos intelectuales.

## La Comunión anglicana
La Comunión anglicana, una fraternidad amplia de 40 provincias autónomas de dependencia mutua que están en plena comunión con el arzobispo de Canterbury, es una de las comuniones cristianas más numerosas del mundo, con aproximadamente 98 millones de miembros.
La Comunión anglicana se considera parte plena de la Iglesia cristiana: una, santa, católica y apostólica, y se considera católica y reformada.
Para muchos anglicanos, representa también una forma del catolicismo no papal, y para otros, una forma de protestantismo sin figuras fundadoras tales como Martín Lutero o Juan Calvino.
Pero en la línea del anglicanismo clásico, los planteamientos del teólogo isabelino del siglo XVI Richard Hooker en Essays on ecclesiastical polity siguen expresando la identidad anglicana como prudente combinación entre estas dos tradiciones cristianas, una "vía media" entre ambas, mediante una aplicación equilibrada de tres criterios esenciales de fe y ética:
1. La Sagrada Escritura,
2. la Tradición apostólica
3. la Razón.

Así, con algunas diferencias de énfasis doctrinal y litúrgico, las iglesias de la comunión anglicana mantienen su unidad a través, principalmente, de la comunión sacramental con el arzobispo de Canterbury y la celebración de la liturgia conforme a las diferentes versiones autorizadas del Libro de Oración Común.

### Valores y características destacadas
En 1888 la Conferencia de Lambeth propuso como base para la reunión de las Iglesias cuatro elementos conocidos comúnmente como el Cuadrilátero de Lambeth:
1. Las Santas Escrituras de los Testamentos Antiguos y Nuevos como 'conteniendo todas las cosas necesarias por la salvación',[nota 2] como la regla y norma última de la fe.
2. El Credo Apostólico como credo bautismal; el Credo Niceno, como definición suficiente de la fe cristiana.
3. Los dos Sacramentos ordenados por Cristo mismo —Bautismo y la Eucaristía— administrados sin falta con las palabras de institución de Cristo, y de los elementos ordenados por él.
4. El episcopado histórico, adaptado localmente —en cuanto a sus métodos administrativos— a las variadas necesidades de las naciones y pueblos llamados por Dios a la unidad de su Iglesia.[12]

Estos cuatro elementos resumen lo medular de la fe anglicana y se comprenderían a la luz de la tríada: Escritura, Tradición y Razón, que servirían como triple criterio para discernir la fe y la ética del cristiano.
Entre los anglicanos no existe una veneración de santos propiamente dicha; antes bien, en la medida en que la Iglesia, como Pueblo de Dios, es Santa, todos sus miembros bautizados lo son, no por sus merecimientos morales, sino en virtud de su vocación. Sin embargo, la Iglesia honra a Dios y le da gracias «por la Gracia depositada en sus santos, que han sido luces del mundo en su propia generación»; de esta manera, es posible honrar, dentro de la liturgia, y con arreglo a un Calendario Eclesiástico, a los bautizados que han sido héroes de la fe.
En las iglesias anglicanas existen diversas imágenes de Cristo, la Virgen María y los santos: iconos, retablos, conjuntos escultóricos y, sobre todo, vitrales; sin embargo, en los ambientes anglicanos suele establecerse una clara diferencia entre utilizar imágenes en el culto (práctica generalmente aceptada), a rendir culto, de cualquier índole, a las imágenes. Este criterio distingue al anglicanismo tanto de las tradiciones protestantes, y el ortodoxas, en lo que al tratamiento de las imágenes religiosas se refiere. La misa anglicana o Servicio de Comunión tiene muchos elementos parecidos a la misa católica ordinaria, y al igual que esta incluye una Epíclesis (o sea, una invocación al Espíritu Santo).
La dignidad humana y la igualdad entre todas las personas forman parte fundamental de los valores anglicanos. Así lo muestran las modernas redacciones de los votos bautismales en las diversas provincias de la Comunión, y también el ejemplo de arzobispos anglicanos destacados, como el ugandés Janani Luwum, reconocido como mártir del siglo XX, o el sudafricano Desmond Tutu, luchador incansable por la justicia en un país dominado por una de las formas más severas de discriminación racial, el «apartheid». En medio de esta discriminación, el Arzobispo Tutu no solo luchó por los derechos de los africanos, sino que ayudó a mantener la paz desterrando el odio, siendo galardonado por ello con el Premio Nobel de la Paz en 1984.
Otro ejemplo de expresión de estos valores del anglicanismo se observa en que, en la mayoría de las provincias anglicanas, es canónicamente posible, desde la década de 1970, la Ordenación de mujeres al diaconado, al presbiteriado y al episcopado, lo cual, no obstante, no ha dejado de crear amplia discusión entre las Iglesias de esta Comunión. La primera mujer consagrada al episcopado fue Barbara Clementine Harris, como Obispa Sufragánea de Massachusetts (Estados Unidos de América), en 1990.
La actitud de los anglicanos ante la homosexualidad es también un asunto espinoso que ha provocado, en su seno, serias confrontaciones en todo ámbito, desde la repulsión hasta la más amplia aceptación. Aunque las Iglesias anglicanas, a lo largo de su historia, no se han caracterizado por una inclinación a las discusiones acaloradas ni a las declaraciones sobre moral sexual (de hecho, su clero ha sido libre, en todas partes, desde el siglo XVI, para contraer matrimonio, mantenerse célibe o vivir en soltería), dos hechos históricos, en la primera década del siglo XXI, han disparado el debate sobre la relación entre homosexualidad y cristianismo: La autorización para la bendición de las uniones entre personas del mismo sexo por parte de la diócesis de New Westminster, de la Iglesia anglicana del Canadá, y la elección y consagración de Gene Robinson como obispo de la diócesis de New Hampshire, de la Iglesia episcopal en los Estados Unidos, puesto que Robinson había declarado oficialmente su condición homosexual ante su diócesis.

### Doctrina sobre la Iglesia e instrumentos de unidad
Para los anglicanos, la mínima expresión de la Iglesia en el mundo es la diócesis, es decir, la reunión de las personas bautizadas (laicos y clérigos), que forman parte del Cuerpo Místico de Cristo en una determinada área territorial, bajo la guía pastoral de un Obispo.
Cada obispo es el sacerdote principal de su iglesia diocesana, preside por derecho la Santa Eucaristía, ordena y consagra a los diáconos, a los presbíteros (esto siempre en unión de dos o más presbíteros que imponen las manos junto con él), y a otros obispos (igualmente, en unión de dos o más obispos). El Obispo preside ex officio todos los cuerpos canónicos o de facto instituidos dentro de su diócesis, y que están integrados por clérigos y laicos debidamente elegidos por el sínodo o convención, pero no puede ponerse por encima de la Constitución y Cánones de su diócesis ni de su Provincia eclesiástica o Iglesia autónoma.
De acuerdo con la tradición católica, todos los obispos anglicanos tienen el mismo rango (son iguales entre sí), salvo las diferencias funcionales entre los obispos diocesanos y sus ayudantes, los obispos sufragáneos y coadjutores; pero todos son considerados sucesores de los apóstoles y, en cuanto tales, comparten, de manera colegiada, el liderazgo de la Comunión anglicana (tal cosa como la "Iglesia anglicana", no existe sino a nivel de denominación provincial).
Un obispo anglicano actúa siempre, al menos de derecho, con la participación del clero y los laicos en todas las decisiones trascendentales, a través de los sínodos o convenciones diocesanas (anuales) o provinciales (generalmente trienales), siendo los obispos los pastores principales.

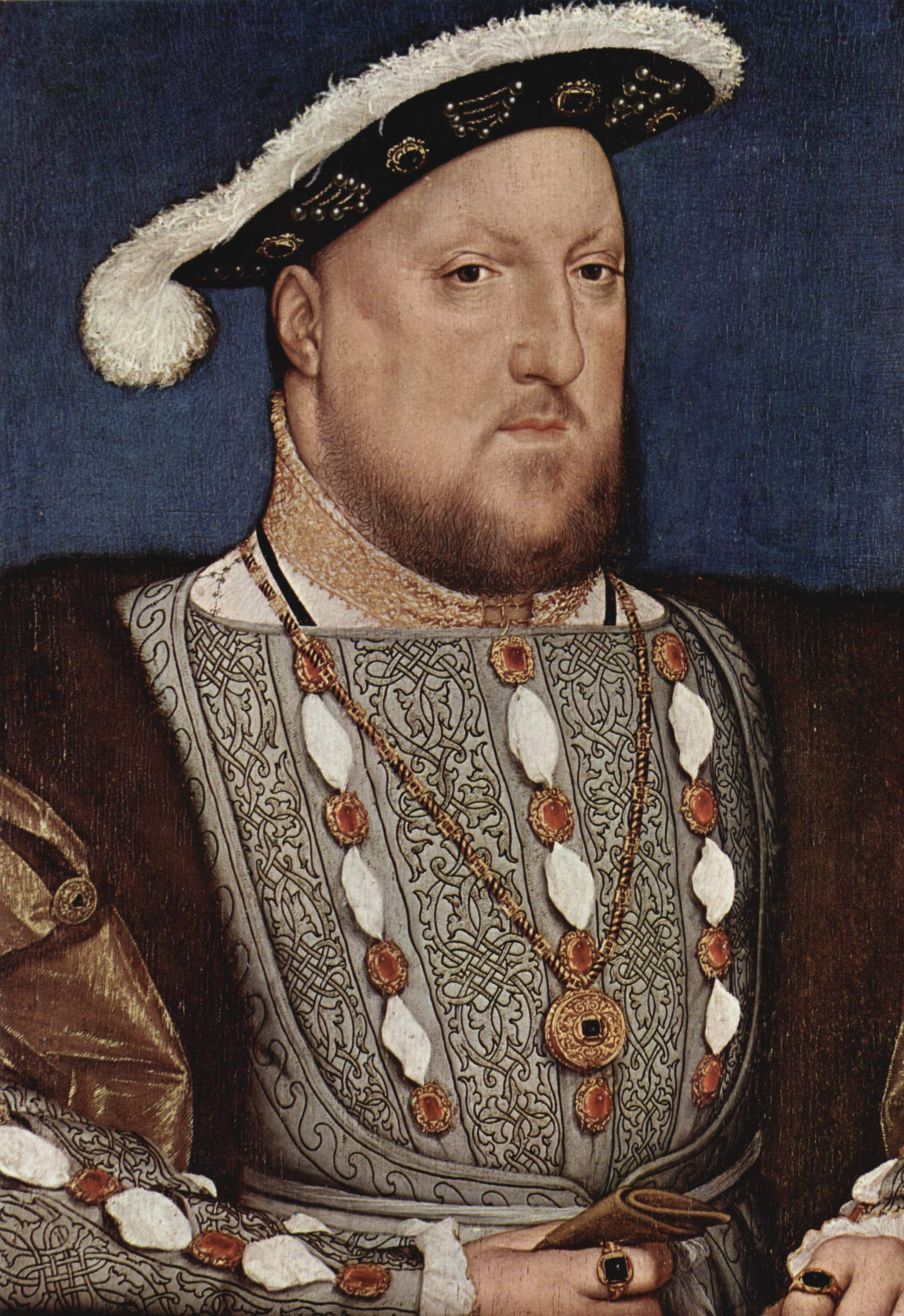
Enrique VIII de Inglaterra, por Holbein el Joven.

Aunque los anglicanos reconocen que el repudio a la autoridad del papa iniciada por Enrique VIII de Inglaterra condujo a la Iglesia de Inglaterra a existir efectivamente como entidad completamente separada de Roma, también reconocen su continuidad con respecto a la medieval Iglesia Pre Reforma. Completamente aparte de sus distintivas costumbres y liturgia (por ejemplo el Rito de Sarum) el entramado organizacional de la Iglesia de Inglaterra estaba ya establecido al momento de efectuarse el Sínodo de Hertford (entre 672 y 673), cuando todos los obispos ingleses fueron capaces, por primera vez, de actuar como un cuerpo, bajo la dirección del Arzobispo de Canterbury. El efecto del Estatuto Restrictivo de Apelaciones (Act in Restraint of Appeals) de 1533 y del Acta de Supremacía (Acts of Supremacy) de 1534, promulgados por Enrique VIII fue, simplemente, declarar que la Corona de Inglaterra era «la única cabeza suprema en la tierra de la Iglesia de Inglaterra, llamada Ecclesia Anglicana», y que el Obispo de Roma no tenía ninguna «mayor jurisdicción en Inglaterra que cualquier otro obispo extranjero». El desarrollo posterior de los Treinta y nueve artículos y la promulgación de los Estatutos de Uniformidad (Acts of Uniformity) culminaron en el Acuerdo Religioso Isabelino que dio lugar a una Iglesia que era a la vez católica y Reformada con el monarca inglés (luego británico) como su Gobernador supremo.

## El Anglicanismo en contexto ecuménico

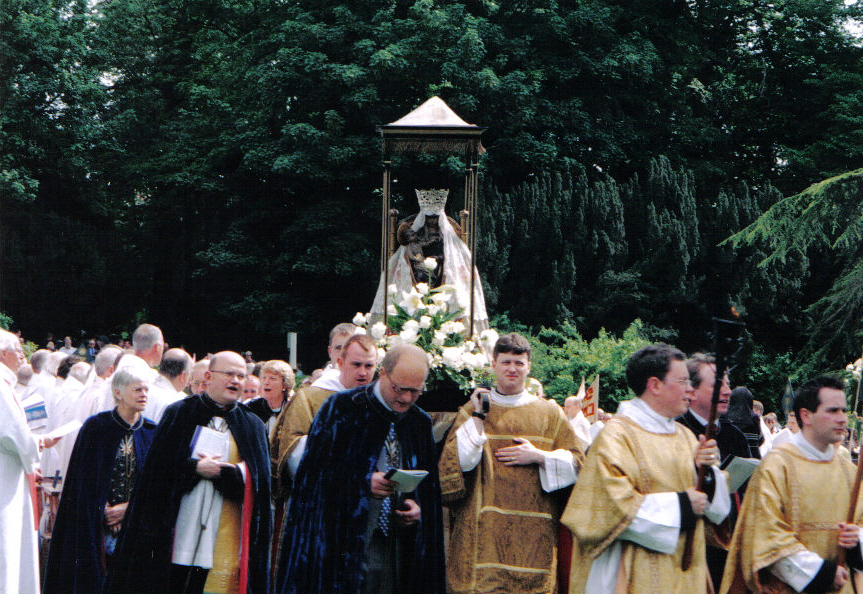
Anglocatólicos en procesión de la Virgen de Walsingham, de la Cofradía Nacional Anglicana de Walsingham.

El Anglicanismo está presente principalmente en los países de trasfondo cultural británico, como las antiguas colonias inglesas en América (Canadá, los Estados Unidos y parte de las Antillas), así como Australia, Nueva Zelanda, Sudáfrica, algunos países del Sureste de Asia, y de África.
Durante el reinado de la reina Isabel I de Inglaterra, catorce obispos fueron depuestos de sus sedes episcopales, excepto la diócesis de Llandaff (luego pasaría a formar parte de la Iglesia inglesa). La sede de Canterbury estaba vacante. Surgió la cuestión de cómo obtener una consagración que preservara inquebrantable la Sucesión Apostólica, ya que el Obispo de Llandaff rehusó oficiar la consagración del Nuevo Arzobispo de Canterbury. Matthew Parker había sido elegido por Isabel I para ocupar dicha sede.
En el "Book of Common Prayers" se reformaron las fórmulas de consagración episcopal, quitando las que aluden a la intención consagratoria (esencial al Sacramento). Por esto, los Obispos no son de sucesión apostólica por doble motivo: los ordenados por Parker, porque él no lo era válidamente (fue 'nombrado' no 'ordenado'), y los 'consagrados' según el Common Prayer, por carecer el rito de su ordenación de intención consagratoria manifiesta.
Los teólogos anglicanos sostienen que la Comunión anglicana conserva la sucesión apostólica, también conocida como episcopado histórico, elemento fundamental de catolicidad. Sin embargo, esta afirmación no está libre de polémicas. En efecto el papa León XIII en la Bula Apostolicae curae de 1896, tras un estudio canónico, teológico y sacramental sobre las formas rituales utilizadas en la Iglesia anglicana, decidió desconocer la validez de las órdenes sagradas conferidas con el rito anglicano. Singularmente, la Iglesia ortodoxa —especialmente el Patriarcado de Antioquía—, expresó en 1922 que consideraba las órdenes anglicanas como equiparables a las de la Iglesia de Roma y las otras Iglesias orientales.
Entre 2007 y 2009, numerosos obispos y fieles anglocatólicos de la TAC (Comunión Anglicana Tradicional) que no están en comunión con Canterbury han pedido la entrada en la Iglesia católica, por lo que el 4 de noviembre de 2009, el papa Benedicto XVI publicó la Constitución apostólica Anglicanorum cœtibus, que ofrece una normativa general que regule la institución y la vida de los ordinariatos personales para aquellos fieles anglocatólicos que desean entrar corporativamente en la comunión plena con la Iglesia católica.
Las Iglesias de la Comunión anglicana, han sido pioneras en el ecumenismo: el diálogo fraternal, teológico, y de cooperación social entre los cristianos de diversas Iglesias y denominaciones, así como también en el diálogo interreligioso. La conferencia de Edimburgo que, en 1910, reunió a varias denominaciones evangélicas, contó también con la activa presencia organizativa de la Iglesia de Inglaterra. Cuando en 1948 se fundó el Consejo Mundial de Iglesias, con sus filiales por varias partes del mundo, los anglicanos de todo el mundo fueron los primeros en responder y comprometerse en este diálogo.
Desde mediados del siglo XX, los anglicanos han estado dispuestos a proyectos de unidad cristiana que han supuesto su desaparición como denominación, en bien de una unidad más amplia con otros cristianos. Estos son los casos de las llamadas Iglesias Unidas, como: Bangladés, Pakistán, Norte de la India, sur de la India; estas Iglesias se han organizado ante la necesidad de ofrecer un testimonio de unidad a los no-cristianos, las comunidades involucradas han llegado a importantes acuerdos, aceptando simultáneamente la práctica del bautismo de niños así como el de adultos, y un ejercicio episcopal no gubernativo.
Existen Iglesias Unidas en Canadá y Australia, de las cuales las Iglesias anglicanas de esos países no han entrado a formar parte, pero a las que apoyan ampliamente y con las cuales mantienen programas conjuntos.
Las Iglesias del Norte y sur de la India, Bangladés y Pakistán, no son provincias anglicanas, pero están en comunión con la familia anglicana, y sus obispos tienen asiento en la Conferencia de Lambeth.

## Divisiones organizativas
Para los anglicanos, la mínima expresión de la Iglesia en el mundo es la diócesis, es decir, la reunión de las personas bautizadas (laicos y clérigos), que forman parte del Cuerpo Místico de Cristo en una determinada área territorial, bajo la guía pastoral de un Obispo.
Dentro de la Iglesia anglicana, se pueden distinguir tres clases de anglicanos, en lo que respecta su acercamiento a las doctrinas bíblicas, católicas y liberales:
- Iglesia alta (High Church): El círculo más conservador de la Iglesia anglicana y cercano principalmente a la aristocracia inglesa, el cual preserva conceptos católicos en lo que respecta al culto y al ecumenismo. Su principal reflejo dentro del culto es la aceptación de los siete sacramentos católicos, las imágenes icónicas del catolicismo (no las veneran pero tampoco prohíben que otros miembros lo hagan), y el marcado ecumenismo con la Iglesia católica, de ahí los famosos anglocatólicos.
- Iglesia baja (Anglicanos Evangélicos o Low Church): El círculo más reformado de la Iglesia anglicana, ligado con la historicidad directa de la reforma de Latimer, y los posteriores reformados como Owen, Chadwick y Ryle, y parte de los llamados "puritanos" que llegaron a establecer la colonia británica en Norteamérica que pasaría a ser Estados Unidos, de allí se separaron algunas de ellas en las llamadas "Iglesias episcopales". Estos círculos son los más apegados a los 39 artículos y al libro de oración común tradicional, no se identifican tanto con los católicos y hacen mayor énfasis en la herencia protestante del anglicanismo, como parte del cristianismo histórico, apostólico, católico (entiéndase por universal, que la iglesia de Cristo está en todas las partes de la tierra) y reformado. Muchos son de tendencia calvinista, y apegados a los preceptos reformados como las cinco solas (Sola Escritura, Sola Gracia, Sola Fe, Solo Cristo, Solo a Dios sea la gloria), y el famoso TULIP, o los cinco puntos del calvinismo. El actual Arzobispo de Canterbury, Rev. Justin Welby, se identifica como Evangélico.
- Liberales: No es un círculo aparte, solo para temas de ordenamiento lo podemos considerar de esa manera. Estos liberales son aquellos que han realizado las últimas modificaciones y aperturas en la iglesia anglicana, sobre todo en la misma Inglaterra y en países como Canadá, EE. UU, Australia, que no quiere decir que todas las Iglesias anglicanas de estos países sean liberales. Están a favor de la apertura al ministerio femenino (designación de presbíteros, pastores y arzobispos femeninos), el ordenamiento homosexual, el casamiento homosexual y una fuerte tendencia a ideas socialistas.

## Críticas
Las principales críticas y disyuntivas en la Iglesia anglicana corresponden a los problemas entre los bandos conservadores y liberales (minoría) en torno al acceso de mujeres y de personas abiertamente homosexuales al Sacramento del orden sagrado. Mientras los primeros (conservadores) rechazan la ordenación de mujeres y de homosexuales, argumentando razones teológicas y morales, los restantes (liberales) promueven la idea, señalando la necesidad de una equidad entre hombres y mujeres. Debido a esto, se ha creado un clima muy exaltado dentro de la Comunión anglicana, creándose así un profundo quiebre dentro de esta institución.[cita requerida]

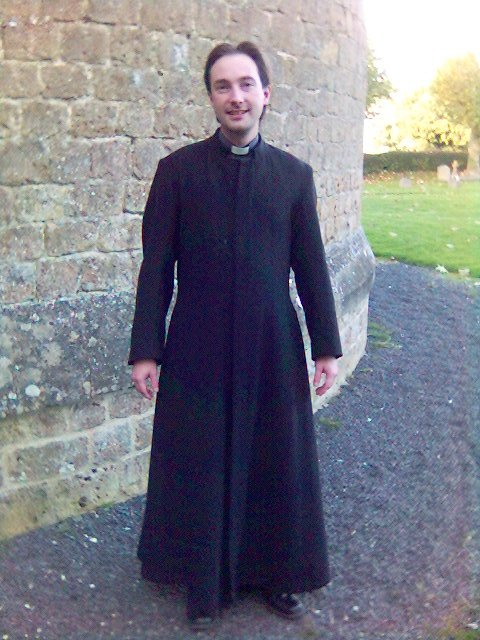
Sacerdote anglicano en sotana recta.
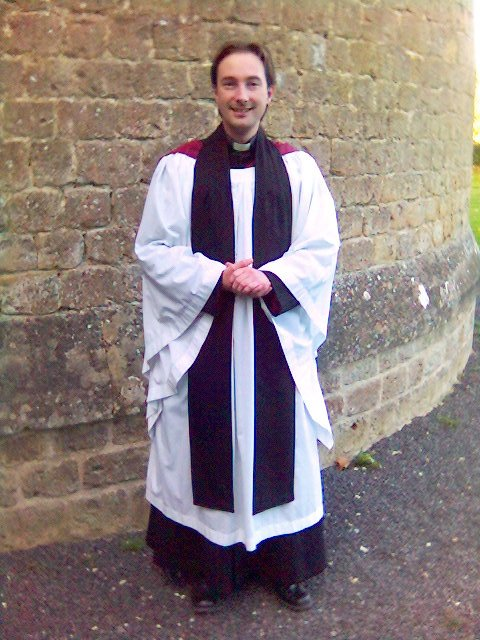
Sacerdote anglicano en hábito coral: sotana, sobrepelliz, muceta ("hood") y esclavina ("tippet") académicas.
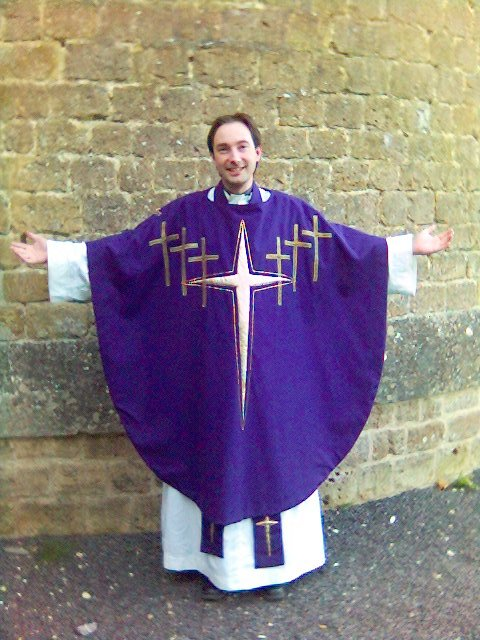
Sacerdote anglicano en ornamentos eucarísticos: alba, casulla y estola moradas.
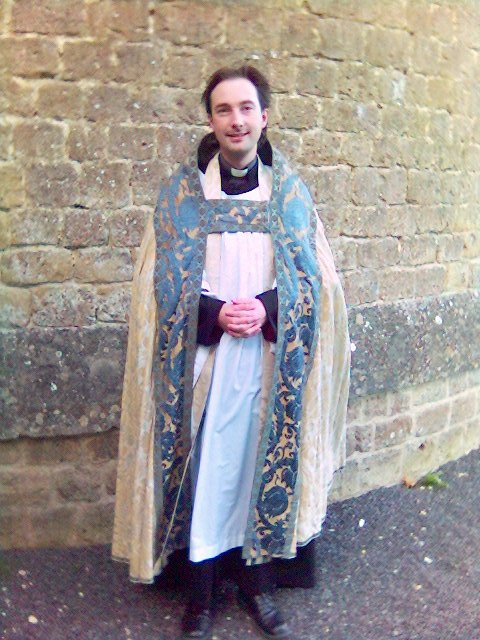
Sacerdote anglicano con ornamentos (eucarísticos) catedralicios: sotana negra, sobrepelliz, estola y capa pluvial.